# Vero Beach
Vero Beach é uma cidade localizada no estado americano da Flórida, no condado de Indian River, do qual é sede. Foi incorporada em 1919.

## Geografia
De acordo com o United States Census Bureau, a cidade tem uma área de 34,6 km², onde 29,6 km² estão cobertos por terra e 5 km² por água.

### Localidades na vizinhança
O diagrama seguinte representa as localidades num raio de 16 km ao redor de Vero Beach.

## Demografia
Segundo o censo nacional de 2010, a sua população é de 15 220 habitantes e sua densidade populacional é de 513,7 hab/km². É a localidade que, em 10 anos, teve a maior redução populacional do condado de Indian River. Possui 10 258 residências, que resulta em uma densidade de 346,2 residências/km².